# Adam Kowalski
Adam „Roch” Kowalski (Ivano-Frankivszk, 1912. december 19. – Krakkó, 1971. december 9.) lengyel jégkorongozó, olimpikon.
Az 1932. évi téli olimpiai játékokon játszott a jégkorongtornán a lengyel válogatottban. Ez az olimpia az USA-ban volt és csak 4 válogatott vett részt: Kanada, USA, Németország és Lengyelország. Egy csoportba került mind a 4 csapat és oda-visszavágós rendszer alapján játszottak. Mind a 6 mérkőzésen kikaptak. Csak 3 gólt tudott ütni a csapat. Mind a 6 mérkőzésen játszott és 1 gólt ütött az amerikai csapatnak. Az utolsó, 4. helyen végezetek.
Az 1936. évi téli olimpiai játékokon visszatért a jégkorongtornára, Garmisch-Partenkirchenbe. 15 csapat vett részt. Ők az A csoportba kerültek. A kanadaiaktól 8–1-re, az osztrákoktól 2–1-re kaptak ki, végül a letteket 7–1-re győzték le. Mind a 3 mérkőzésen játszott és mindegyiken ütött gólt, összesen 4-et. A 9. helyen végezetek.
A második világháború miatt elmaradt kettő olimpia, ezért legközelebb és utoljára az 1948. évi téli olimpiai játékokon játszott a jégkorongtornán, St. Moritzban. 9 csapat indult és mind egy csoportba került. 8 mérkőzést játszottak. 2 győzelemmel és 6 vereséggel a 6. helyen végeztek. 7 mérkőzésen játszott és 1 gólt ütött az olaszok ellen 13–7-re megnyert mérkőzésen.
Részt vett 4 jégkorong-világbajnokságon: az 1935-ösön, az 1937-esen, 1938-asonés az 1939-es jégkorong-világbajnokságon. Érmet nem nyert.
Klubcsapata a Cracovia Krakow volt 1928 és 1951 között.